# Friedrich Ludwig von Maydell

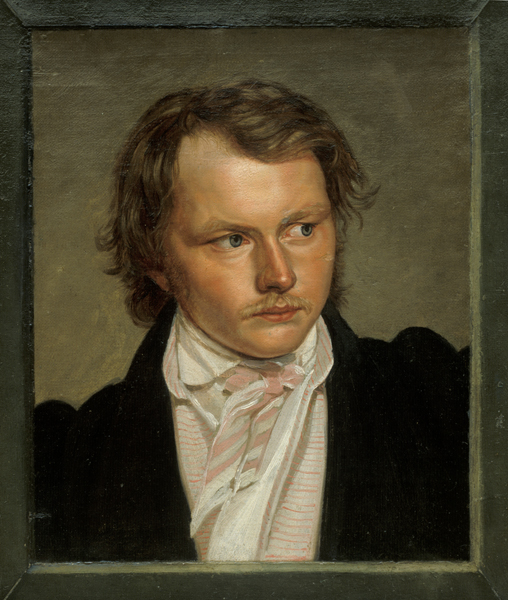
Friedrich Ludwig von Maydell: Selbstporträt

Friedrich Ludwig von Maydell (* 29. Novemberjul. / 10. Dezember 1795greg. in Teenuse; † 6. Septemberjul. / 18. September 1846greg. in Tallinn) war ein deutschbaltischer Maler, Graphiker und Bildhauer. Er gilt als einer der bedeutendsten Vertreter der Romantik im Baltikum und Wegbereiter der Xylographie in Estland.

## Leben
Friedrich Ludwig von Maydell wurde Ende 1795 auf dem Gut der adligen deutschbaltischen Familie Maydell in Teenuse (deutsch Stenhusen), vierzig Kilometer südöstlich von Haapsalu (Hapsal), geboren. Von 1812 bis 1820 diente er in der Kaiserlich Russischen Armee. 1813/1814 kämpfte er im Krieg gegen Napoleon. Er nahm an der Eroberung von Paris durch die alliierten Truppen teil.
Ab 1820 studierte von Maydell an der Kaiserlichen Universität Dorpat neben Jura Zeichnen bei dem berühmten deutschbaltischen Maler Karl August Senff (1770–1838). 1822 gab er seine Studien in Rechtswissenschaft auf, um sich ganz der Kunst zu widmen. Von 1822 bis 1827 bildete er sich in Deutschland (Berlin, Dresden, Stuttgart) und Italien fort. In Rom übten seine Begegnungen mit den Nazarenern großen Einfluss auf sein künstlerisches Schaffen aus. Hier wurde er zu einem engen Freund von Ludwig Richter.
1827 kehrte von Maydell in seine baltische Heimat zurück. Ab 1829 lebte und arbeitete von Maydell als freischaffender Künstler in Tartu. Dort gründete er 1835 eine Werkstatt für Holzschnitte, die erste im gesamten Zarenreich. Er war aktives Mitglied in der Gelehrten Estnischen Gesellschaft.
Friedrich Ludwig von Maydell liegt auf dem Friedhof von Kullamaa (Goldenbeck) begraben.

## Werk

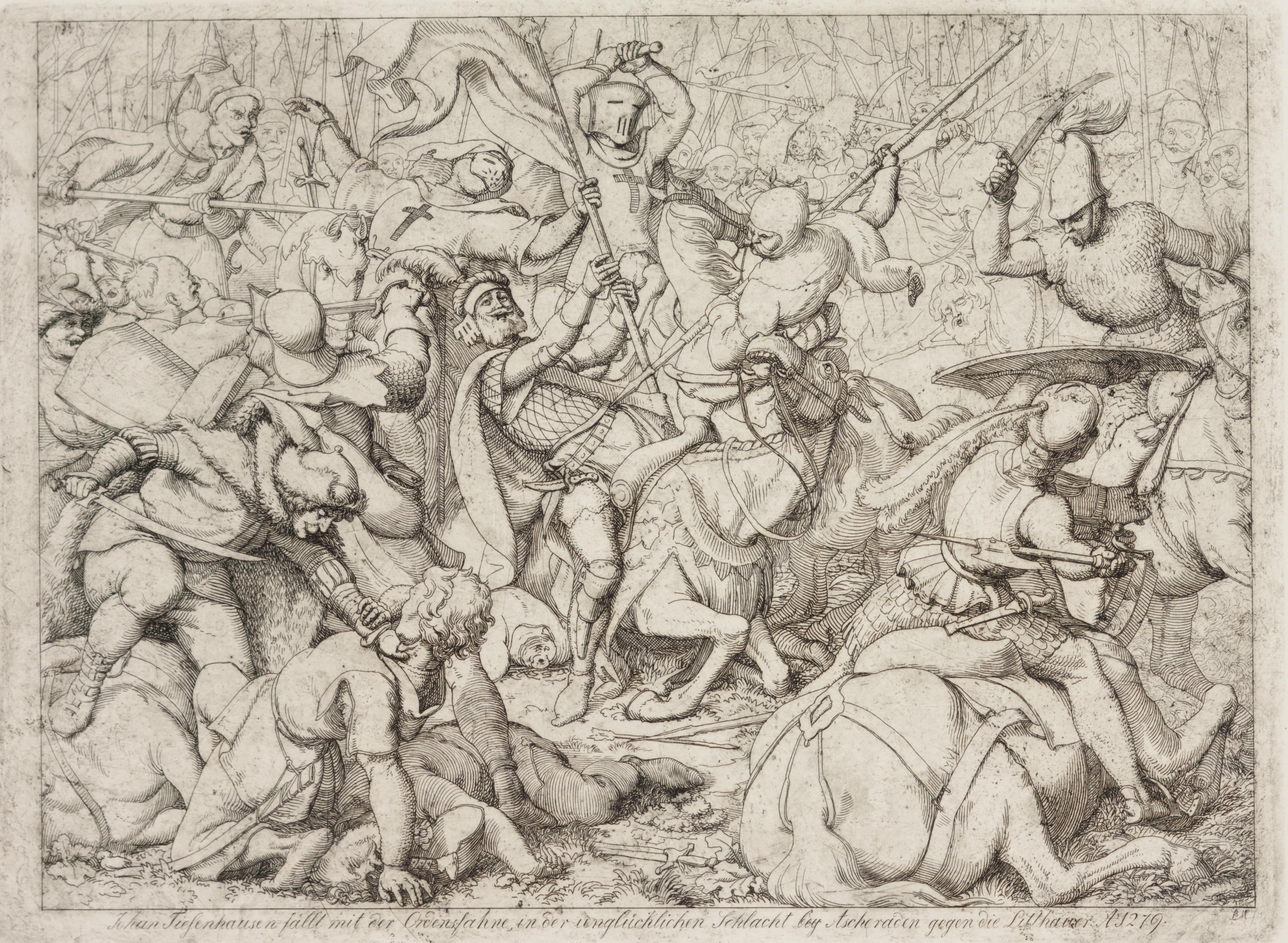

Friedrich Ludwig von Maydell ist vor allem durch seine Buchillustrationen einem größeren Publikum bekannt geworden. Hierzu zählen Arbeiten zum Hohen Lied Salomons und den Werken Puschkins und de la Motte Fouqués. Daneben illustrierte von Maydell die Sammlung estnischer Volksmärchen von Friedrich Robert Faehlmann und estnische Kalenderliteratur. Für das Werk Fünfzig Bilder aus der Geschichte der deutschen Ostsee-Provinzen Russlands, das 1839 und 1842 in zwei Heften erschien, steuerte er 22 Werke bei.
Von Maydell schuf daneben Altargemälde für die Kirchen von Saarde (1835), Rūjiena (1837), Kõpu und Põlva (1845) sowie verschiedene Porträtbüsten. Er war maßgeblich an den Planungen für die neogotische Inneneinrichtung der Olaikirche (Oleviste kirik) von Tallinn (Reval) verantwortlich, insbesondere Altar, Kirchentüren und Kanzel. Er schuf auch die Pläne für die Grabkapelle der deutschbaltischen Familie von Grünewaldt auf dem Gut Esna (Orrisaar). Daneben gab er Lehrwerke für Zeichenkunst heraus.